# 段店区
段店区，中国旧区名。
1955年由济南市郊三区改置。在今山东省济南市区西部。1956年撤销，与北园、黄台、药山、玉符等市郊区合并，改设济南市郊区。